# Campeonato Mundial de Piragüismo en Maratón de 2012
El XX Campeonato Mundial de Piragüismo en Maratón se celebró en Roma (Italia) entre el 21 y el 23 de septiembre de 2012 bajo la organización de la Federación Internacional de Piragüismo (ICF).

## Resultados

### Masculino
| Evento | Oro                                                      | Plata                                                         | Bronce                                                                     |
| ------ | -------------------------------------------------------- | ------------------------------------------------------------- | -------------------------------------------------------------------------- |
| C1     | Manuel Antonio Campos · España · 2:05:31,720             | Peter Nagy · Hungría · 2:05:48,690                            | Matthias Ebhardt · Alemania · 2:06:31,430                                  |
| C2     | Óscar Graña · Ramón Ferro · España · 1:56:06,480         | Márton Kövér · Attila Györe · Hungría · 1:56:15,210           | Manuel Antonio Campos · José Manuel Sánchez Sánchez · España · 1:57:10,560 |
| K1     | Iván Alonso Lage · España · 2:11:43,120                  | José Ramalho Portugal 2:11:44,950                             | Fernando Pimenta Portugal 2:12:02,300                                      |
| K2     | Iván Alonso Lage · Emilio Merchán · España · 2:02:15,950 | Walter Bouzán · Álvaro Fernández Fiuza · España · 2:02:17,170 | Simon van Gysen Jasper Mocke Sudáfrica 2:02:30,540                         |

### Femenino
| Evento | Oro                                                   | Plata                                                 | Bronce                                               |
| ------ | ----------------------------------------------------- | ----------------------------------------------------- | ---------------------------------------------------- |
| K1     | Renáta Csay · Hungría · 2:01:02,710                   | Stefania Cicali · Italia · 2:01:54,800                | Berenike Faldum Bulgaria 2:02:42,480                 |
| K2     | Renáta Csay · Ramona Farkasdi · Hungría · 1:54:41,950 | Stefania Cicali · Anna Alberti · Italia · 1:54:51,020 | Réka Hagymási · Vanda Kiszli · Hungría · 1:55:34,220 |

## Medallero
| Núm. | País      | Oro | Plata | Bronce | Total |
| ---- | --------- | --- | ----- | ------ | ----- |
| 1    | España    | 4   | 1     | 1      | 6     |
| 2    | Hungría   | 2   | 2     | 1      | 5     |
| 3    | Italia    | 0   | 2     | 0      | 2     |
| 4    | Portugal  | 0   | 1     | 1      | 2     |
| 5    | Alemania  | 0   | 0     | 1      | 1     |
| 5    | Bulgaria  | 0   | 0     | 1      | 1     |
| 5    | Sudáfrica | 0   | 0     | 1      | 1     |
|      | TOTAL     | 6   | 6     | 6      | 18    |